# جوزيف جي. ديفيس
جوزيف جي. ديفيس (بالإنجليزية: Joseph G. Davis)‏ هو عالم حاسوب أسترالي، ولد في 8 أكتوبر 1953 في ميسور في الهند.